# دبليو دبليو إي
شركة المصارعة العالمية الترفيهية (WWE) (بالإنجليزية: World Wrestling Entertainment, LLC) هي شركة أمريكية متخصصة في المصارعة المحترفة. تملكها وتديرها شركة تي كيه أو جروب هولدنجز، وهي شركة تابعة مملوكة بالأغلبية لشركة إنديفور جروب هولدنجز. تعد دبليو دبليو إي شركة إعلامية وترفيهية متكاملة عالمياً، وقد توسعت نشاطاتها لتشمل مجالات متعددة خارج المصارعة مثل الأفلام وكرة القدم ومشاريع تجارية أخرى. كما تشارك الشركة في ترخيص ملكيتها الفكرية لشركات أخرى لإنتاج ألعاب الفيديو والأشكال المتحركة.
تأسست الشركة في عام 1953 تحت اسم "كابيتول ريسلنج كوربوريشن" كإقليم شمال شرقي لتحالف المصارعة الوطني (إن دبليو أي). بعد نزاع داخلي، انفصلت كابيتول ريسلنج كوربوريشن عن تحالف إن دبليو أي وأصبحت اتحاد المصارعة العالمي (دبليو دبليو دبليو إف) في أبريل 1963. ثم، بعد إعادة الانضمام إلى إن دبليو أي في عام 1971، تم تغيير اسم الشركة إلى اتحاد المصارعة العالمي (دبليو دبليو إف) في عام 1979، قبل أن تغادر إن دبليو أي نهائياً في 1983. في عام 2002، نتيجة نزاع قانوني مع الصندوق العالمي للطبيعة، تغير الاسم إلى شركة المصارعة العالمية الترفيهية (دبليو دبليو إي). وفي عام 2011، توقفت الشركة عن استخدام الاسم الكامل "شركة المصارعة العالمية الترفيهية" وأصبحت تعرف فقط بالأحرف "WWE".
قبل سبتمبر 2023، كان فينس مكمان، رئيس مجلس الإدارة التنفيذي ومروج المصارعة يمتلك أغلبية أسهم الشركة، حيث كانت لديه 38.6% من أسهم الشركة المعلقة و81.1% من القوة التصويتية. تم تأسيس الكيان الحالي تحت اسم "تايتن سبورتس" في 21 فبراير 1980 في ساوث يارموث بولاية ماساتشوستس، ثم خضعت الشركة لإعادة تأسيس بموجب قانون الشركات العام في ديلاوير في عام 1987. استحوذت الشركة على كابيتول ريسلنج كوربوريشن المحدودة، الشركة القابضة لدبليو دبليو إي، في عام 1982. في عام 1999، تم تغيير اسم تايتن سبورتس إلى اتحاد المصارعة العالمي الترفيهي، ثم إلى شركة المصارعة العالمية الترفيهية في عام 2002. في عام 2023، تم تغيير الاسم القانوني إلى شركة المصارعة العالمية الترفيهية ذات المسؤولية المحدودة.
تعتبر دبليو دبليو إي أكبر شركة للمصارعة في العالم، وينقسم طاقمها الرئيسي إلى علامتين تجاريتين متجولتين هما "راو" و"سماكداون"، بينما تقع علامتها التطويرية "NXT" في مركز أداء دبليو دبليو إي في أورلاندو، فلوريدا. تتوفر برامج دبليو دبليو إي في أكثر من مليار منزل حول العالم بـ30 لغة. يقع المقر الرئيسي للشركة في ستامفورد، كونيتيكت، ولها مكاتب في نيويورك، لوس أنجلوس، مدينة المكسيك، مومباي، شنغهاي، سنغافورة، دبي، وميونيخ.
لا تعتبر عروض دبليو دبليو إي منافسات حقيقية مثل شركات المصارعة المحترفة الأخرى، بل هي عروض ترفيهية مسرحية تتضمن قصصًا مكتوبة مسبقًا ومباريات مصممة جزئيًا. ورغم أن المباريات تعتمد على التنسيق، إلا أن الحركات قد تعرض المصارعين لخطر الإصابة أو الموت إذا لم يتم تنفيذها بشكل صحيح. في عام 1989، اعترف فينس مكمان علنًا بطابع المصارعة المحدد مسبقًا لتجنب الضرائب المفروضة على اللجان الرياضية. تروج دبليو دبليو إي لمنتجاتها كترفيه رياضي، معترفة بجذور المصارعة في الرياضة التنافسية والمسرح الدرامي.
في عام 2023، بدأت دبليو دبليو إي في استكشاف بيع محتمل للشركة على خلفية فضيحة سوء سلوك موظفين تورط فيها مكمان، مما دفعه للتنحي عن منصب الرئيس التنفيذي، رغم عودته لاحقًا. في أبريل 2023، أبرمت دبليو دبليو إي صفقة مع إنديفور جروب هولدنجز لدمج الشركة مع "زوفا"، الشركة الأم لـ "UFC"، لتشكيل "تي كيه أو جروب هولدنجز"، وهي شركة عامة مملوكة بالأغلبية لإنديفور، مع مكمان كرئيس تنفيذي للكيان الجديد، ونيك خان كرئيس. تم إتمام الاندماج في 12 سبتمبر 2023. في عام 2024، أنهى مكمان علاقاته بالشركة بعد فضيحة الاتجار بالجنس، حيث لم يعد المساهم الرئيسي في دبليو دبليو إي.

## تاريخ

### ما قبل تيتان سبورتس (1953–1980)
تعود جذور دبليو دبليو إي إلى الخمسينيات من القرن الماضي عندما تم إنتاج أول عرض تحت إشراف شركة الكابيتول للمصارعة في 7 يناير 1953. هناك عدم يقين بشأن هوية مؤسس شركة الكابيتول. تشير بعض المصادر إلى أنه كان فينس مكمان الأب، بينما تشير مصادر أخرى إلى أن والد مكماهون جيس مكماهون هو مؤسس الشركة. انضمت شركة الكابيتول للمصارعة لاحقًا إلى التحالف الوطني للمصارعة (NWA) وسرعان ما انضم المروج الشهير في نيويورك توتس موندت إلى الشركة.

## شركة Capitol Wrestling
كان رودريك جيمس "الشهير باسم جيس" ماكماهون يعمل في مجال تنظيم مباريات الملاكمة. وفي تلك الفترة كان قد قام بتنظيم مباراة الملاكمة الشهيرة بين كل من جيس ويلارد وجاك جونسون في عام 1915. وفي عام 1926، وأثناء عمله مع تيكس ريكارد (الذي كان يمقت المصارعة إلى درجة جعلته يحظر إقامة الأحداث الخاصة برياضة المصارعة في حديقة ساحة ماديسون في الفترة ما بين عامي 1939 و1948) بدأ في تنظيم مباريات الملاكمة في هذا المكان الموجود في مدينة نيويورك. وكانت المباراة الأولي التي تم تنظميها أثناء فترة شراكتهما هي إحدى مباريات بطولة وزن خفيف-الثقيل بين جاك ديلاني وبول برلينباش.
وأثناء الفترة نفسها، قام المصارع المحترف توتس موندت بابتكار أسلوب جديد في المصارعة أطلق عليه اسم الأسلوب الغربي المدوي للمصارعة (Slam Bang Western Style Wrestling) وذلك بهدف جعل رياضة المصارعة أكثر جذبا للمشجعين. بعد ذلك، قام بتنظيم مباراة مع بطل المصارعة إد لويس ومدير أعماله بيلي سانداو. ونجح في إقناع الكثير من المصارعين بتوقيع عقود مع Gold Dust Trio؛ وهم مجموعة من منظمي المباريات الذين كانوا يسيطرون على عالم مصارعة المحترفين في فترة العشرينات من القرن العشرين. وبعد أن حققت هذه المجموعة نجاحا كبيرا، أدى اختلافهم حول الاستئثار بالسلطة إلى حل المجموعة، وبالتالي إلى التوقف عن تنظيمهم لمباريات المصارعة. وقام موندت بالدخول في شراكة مع العديد من منظمي المباريات الآخرين ومنهم جاك كيرلي وذلك في مدينة نيويورك. وعندما كان كيرلي على وشك الموت، تسلم موندت مقاليد الأمور في دنيا المصارعة في مدينة نيويورك بمساعدة العديد من أصحاب مكاتب المراهنات وحجز تذاكر المباريات؛ وكان جيس ماكماهون واحدا منهم.
وقام كل من روديريك ماكماهون ورايموند موندت بإنشاء الشركة المعروفة باسم Capitol Wrestling Corporation (CWC). وانضمت شركة CWC إلى الاتحاد القومي للمصارعة (NationalWrestling Alliance) في عام 1953. وفي العام نفسه، قام راي فابياني - وهو أحد أصدقاء موندت - بتقديم فينسنت جيه ماكماهون إلى الشركة ليحل محل والده - جيس - في تنظيم المباريات. وكون ماكماهون مع موندت ثنائيا ناجحا. وفي غضون وقت قصير، استطاعوا السيطرة على ما يقرب من سبعين بالمائة من مراهنات الاتحاد القومي للمصارعة؛ الأمر الذي يرجع أساسا إلى سيطرتهم على المنطقة الشمالية الشرقية من البلاد التي كانت متكدسة بالسكان. وقام موندت بتعليم ماكماهون أسلوب العمل في المراهنات وكيفية العمل في تجارة المصارعة. وبسبب هيمنة الشركة على تنظيم المباريات التي كانت تقام في المنطقة الشمالية الشرقية من البلاد، فقد وصف نيك بوكوينكل - أسطورة الاتحاد الأمريكي للمصارعة وبطل مسابقات WWE Hall of Fame - شركة Capitol Wrestling باسم «المثلث الشمالي الشرقي»؛ وذلك لأن المنطقة التي كانت الشركة تقوم بتنظيم العروض فيها تأخذ شكل المثلث. فقد كان نشاط الشركة يغطي مدن بيتسبرج وواشنطن العاصمة وماين وكانت هذه المناطق بمثابة «النقاط» التي تلتقي عندها أضلاع المثلث.

## الاتحاد العالمي للمصارعة الحرة
قام هو بطل البطولة التي تم تنظيمها في عام 1963. أما باقي أعضاء الاتحاد القومي للمصارعة، فقد كانوا يشعرون بالاستياء من موندت لأنه نادرا ما كان يسمح لروجرز بالاشتراك في مسابقات المصارعة التي كانت تقام خارج المنطقة الشمالية الشرقية من البلاد. وقد أراد كل من موندت ومكمان بلقب البطولة العالمية التي ينظمها الاتحاد القومي للمصارعة غير أن روجرز لم يكن مستعدا للتضحية بمبلغ خمسة وعشرين ألف دولار أمريكي (فقد كان على حامل اللقب في ذلك الوقت سداد مبلغ تأميني لضمان الوفاء بالتزاماته باعتباره حامل للقب البطولة). وخسر روجرز لقب البطولة أمام لو ثيسز في مباراة مصارعة من النوع التقليدي الذي يفوز به من ينجح في إخضاع خصمه عن طريق تثبيت الأكتاف في تورنتو-اونتاريو في الرابع والعشرين من يناير من عام 1963. وقد أدت هذه المباراة إلى أن يترك كل من موندت وماكماهون وشركة CWC الاتحاد القومي للمصارعة اعتراضا على النتيجة ويبدأون في تكوين الاتحاد العالمي للمصارعة الحرة World Wide Wrestling Federation (WWWF).
tوفي أبريل، حصل روجرز على لقب البطولة الجديدة التي ينظمها الاتحاد العالمي للمصارعة الحرة بعد سلسلة من المباريات المشكوك في نزاهتها تمت إقامتها في المدينة البرازيلية ريو دي جينيرو. إلا أنه قد خسر اللقب أمام برونو سامارتينو بعد مرور شهر على هذا التاريخ في 17 مايو 1963 بعد أن تعرض لجلطة قلبية قبل المباراة بوقت قصير. ومن أجل حالة روجرز الصحية، تم بيع تذاكر المباراة حتى التذكرة الأخيرة في زمن قياسي.
وترك موندت مكانه في الشركة في أواخر الستينات. وبالرغم من أن الاتحاد العالمي للمصارعة الحرة كان قد انسحب من الاتحاد القومي للمصارعة، فقد ظل فينس ماكماهون - الأب - محتفظا بمكانه في مجلس إدارة الاتحاد القومي للمصارعة ولم يتم التوقيع على عقود التزام بإقامة مباريات في مناطق أخرى في الجزء الشمالي الشرقي من البلاد وأقيمت العديد من المباريات المعروفة باسم "champion vs. champion" (وهي المباريات التي تنتهي عادة بحرمان الطرفين من الاشتراك في مباراة لمخالفتهما للقوانين أو تنتهي بنتائج أخرى غير محددة).
وفي مارس من عام 1979، تحول اسم الاتحاد العالمي للمصارعة الحرة من WWWF إلى WWF. وكان التغيير اسميا فقط مبعثه هدف ترويجي، أما مالكو الاتحاد وموظفو المكتب التنفيذي فلم يتم استبدالهم بآخرين خلال تلك الفترة.

## الاتحاد العالمي للمصارعة الحرة الجديد
وفي عام 1980، قام فينس ماكمان ابن فينس جيه ماكمان بتأسيس شركة "Titan Sports, Inc.‎". وفي عام 1982، قام بشراء شركة "Capitol Wrestling Corporation" للمصارعة من والده. وفي تلك الفترة، كان قد مر زمن طويل على نجاح ماكماهون - الأب - في إرساء دعائم المنطقة الشمالية الشرقية لتكون القلب النابض داخل الاتحاد القومي للمصارعة. وقد أدرك ماكماهون في ضوء خبرته التي اكتسبها طيلة السنوات التي قضاها في العمل في هذا المجال أن المصارعة الحرة تتعلق بالحصول على الترفيه أكثر من اقتصارها على كونها رياضة حقيقية فقط. ورغما عن إرادة والده، بدأ ماكماهون في عملية توسع أحدثت تغيرات جذرية في هذه الرياضة.
وتجدر الإشارة هنا إلى أن الاتحاد العالمي للمصارعة الحرة لم يكن هو الاتحاد الوحيد الذي انسحب من الاتحاد القومي للمصارعة. فقد كان الاتحاد الأمريكي للمصارعة قد انسحب من الاتحاد منذ فترة طويلة (بالرغم من ندرة تنظيمه لمباريات خارج منطقة نفوذه - مثلما كان يفعل الاتحاد العالمي للمصارعة الحرة). وبالرغم من ذلك، لم يحاول أي من العضوين المنشقين أن يتخطى نظام منطقة نفوذه؛ والذي كان بمثابة الأساس الذي قامت عليه مسابقات المصارعة لأكثر من نصف قرن.
وانتابت الشركات الأخرى المتخصصة في تنظيم مباريات المصارعة حالة من الاستياء الشديد من ماكماهون عندما بدأ في بيع البرامج التليفزيونية الخاصة بالاتحاد العالمي للمصارعة الحرة إلى المحطات التليفزيونية التي تبث إرسالها في جميع أنحاء الولايات المتحدة الأمريكية؛ أي في مناطق تبعد الكثير عن المنطقة الواقعة في الشمال الشرقي التي يحكم الاتحاد قبضة نفوذه عليها. وبدأ ماكماهون أيضا في بيع أشرطة الفيديو الخاصة بالأحداث المهمة للاتحاد العالمي للمصارعة الحرة خارج المنطقة الشمالية الشرقية من خلال شركة التوزيع المملوكة له Coliseum Video. وكان بذلك قد قام - بشكل عملي - بخرق القانون غير المكتوب للخصائص الإقليمية التي اعتمدت عليه هذه الصناعة بشكل أساسي. ولتزيد الأمور سوءا، استغل ماكماهون الدخل الذي حصل عليه من الإعلانات والصفقات التليفزيونية ومبيعات أشرطة الفيديو لاستقطاب المواهب الجديدة من منظمي المباريات المنافسين له. وأصبح منظمي مباريات المصارعة في كل أرجاء الدولة في منافسة مباشرة مع الاتحاد العالمي للمصارعة الحرة.
وكان هالك هوجان يتمتع بالشهرة على المستوى المحلي نتيجة لظهوره في الجزء الثالث من سلسلة روكي أكثر من غيره من المصارعين؛ الأمر الذي أدى بماكماهون إلى أن يوقع معه عقدا.كذلك، قام ماكماهون بتوقيع عقود مع كل من رودي بيبر وجيسي فنتورا (على الرغم من أن فينتورا لم يلعب إلا عددا قليلا للغاية من المباريات في تلك الفترة بسبب إصابته بمضاعفات في الرئة أدت إلى اعتزاله. الأمر الذي اضطره إلى التحول إلى التعليق على المباريات مع المعلق الرياضي الذي اشتهر باسم Gorilla Monsoon). وأضفى انضمام كل من أندريه؛ ذا جاينتت (أندريه العملاق) جيمي سونكا ودون موراكو وبول أورندورف وجريج فالنتين وريكي ستيمبوت وذي آيرون شيخ (وهو الاسم الذي عرف به المصارع الإيراني الأصل حسين خسرو علي وزيري) إلى قائمة المصارعين الذين تتعامل معهم الشركة المزيد من الثقل لأهميتها.  وكان هوجان بكل تأكيد هو أكبر النجوم الذين يتعامل معهم ماكماهون، وعلى الرغم من ذلك فقد ثار الكثير من الجدل حول قدرة الاتحاد العالمي للمصارعة على النجاح محليا دون الاستعانة به.
ووفقا لما جاء في العديد من التقارير، قام ماكماهون - الأب - بتحذير ابنه قائلا: «ما هذا الذي تفعله يا فيني؟ سيجرفك التيار إلى قاع النهر.» وعلى الرغم من هذا التحذير، كان لماكماهون - الابن - طموحا يتسم بالمزيد من الجرأة؛ ألا وهو أن يمتد نفوذ الاتحاد العالمي للمصارعة الحرة ليشمل البلاد كلها. ولكن، كانت مثل هذه المغامرة تستلزم رأس مال ضخم؛ وهو رأس مال يمكن أن يضع الاتحاد على مشارف الانهيار المالي. وكان مستقبل تجربة ماكماهون بالإضافة إلى مستقبل كل من الاتحاد العالمي للمصارعة الحرة والاتحاد القومي للمصارعة والصناعة بأكملها متوقفا على نجاح أو فشل المفهوم الجديد وغير المألوف الذي طرحه ماكماهون وهو راسلمينيا. وهي نوع استثنائي من أنواع الأحداث الرياضية التي تتعلق بمصارعة المحترفين والتي تعتمد على أسلوب الدفع مقابل المشاهدة (وهو أسلوب يتم في بعض المناطق فقط حيث كانت معظم مناطق البلاد تستطيع أن تشاهد هذه العروض عن طريق دوائر تليفزيونية مغلقة). وقد قام ماكماهون بالدعاية لهذه العروض باعتبارها مشابهة لجائزة Super Bowl (كأس الفوز النهائي الذي يقدمه دوري كرة القدم الأمريكية) ولكن في مجال مصارعة المحترفين. غير أن فكرة استخدام supercard (بطاقة يتمكن المشاهد عن طريق استخدامها من مشاهدة المباريات) لم تكن جديدة في أمريكا الشمالية؛ فقد قام الاتحاد القومي للمصارعة بإقامة حدث رياضي كبير قبل ظهور مهرجان جنون المصارعة بعدة سنوات وهو Starrcade. وفي ذلك الوقت قام ماكماهون - الأب - بالترويج لذلك النوع من البطاقات والذي كان يعرف باسم Shea Stadium cards ليتم استخدامها في مواقع تحتوي على دوائر تليفزيونية مغلقة. وهكذا، أراد ماكماهون أن يصل بنشاطات الاتحاد العالمي للمصارعة الحرة للقاعدة العريضة من الجماهير مستهدفا بوجه خاص الجمهور الذي لم يكن من مشاهدي المصارعة بصفة منتظمة. وعمد إلى استقطاب انتباه أكبر عدد ممكن من وسائل الإعلام بدعوة المشاهير من أمثال: الرياضي المعروف باسم مستر تي وسيندي لاوبر للمشاركة في هذا الحدث الضخم. وقامت شبكة MTV التليفزيونية - بوجه خاص - بالقيام بتغطية للجزء الأكبر من أحداث الاتحاد العالمي للمصارعة الحرة وتقديم البرامج المتعلقة به في تلك الفترة؛ وهو الأمر الذي أطلق عليه اسم Rock 'n' Wrestling Connection .

### العصر الذهبي
وقد تمت إقامة راسلمينيا لأول مرة في عام 1985، وحقق نجاحا مدويا. ويعد هذا المهرجان - أحيانا - بمثابة الظهور الأول لما أسماه ماكماهون «الترفية الرياضي»، وذلك بعكس مباريات المصارعة الخالصة التي كان والده ينظمها. وقد قام الاتحاد العالمي للمصارعة الحرة بالكثير والكثير من الإنجازات معتمدا على ماكماهون وبطلة - هالك هوجان - ذي الأصل الأمريكي الخالص وصاحب قسمات الوجه الطفولية خلال السنوات العديدة التالية نتج عنها ما أطلق عليه بعض المراقبين العصر الذهبي الثاني لمصارعة المحترفين. وكان تقديم البرنامج التليفزيوني الشهير Saturday Night's Main Event في هيئة الإذاعة الوطنية في منتصف عام 1985 هو أول ظهور لمصارعة المحترفين على شاشة شبكة تليفزيونية منذ الخمسينات من القرن السابق. وفي عام 1987، أقام الاتحاد ما يمكن اعتباره ذروة ازدهار مصارعة المحترفين في فترة الثمانينات من هذا القرن وهو راسلمينيا III .
ر الاتحاد العالمي للمصارعة الحرة بفترة عصيبة في أعقاب الادعاءات التي زعمت قيامه بإساءة استخدام وتوزيع المنشطات التي تحتوي على مادة (عقار يتم استخدامه لأغراض بناء الجسم بصورة غير طبيعية)|الستيرويد، هذا فضلا عما نشر عن قيام بعض موظفي الاتحاد بارتكاب أفعال تحرش جنسي مشينة. ولقد تمت تبرأة ساحة ماكماهون في نهاية المطاف، ولكن ظل الأمر بمثابة كابوس في العلاقة بالجماهير عاش فيه الاتحاد العالمي للمصارعة الحرة. فقد كلفت محاكمة الستيرويد الاتحاد ما يقدر بمبلغ خمسة ملايين دولار أمريكي في وقت انخفضت فيه إيرادات الاتحاد أكثر من أي وقت آخر. ولمواجهة الأزمة التي يتعرض لها الاتحاد، قام ماكماهون بتخفيض رواتب كل من المصارعين وموظفي المكتب التنفيذي - إلى ما يقرب من أربعين بالمائة في حالة الموظفين (ووصل الأمر إلى نسبة خمسين بالمائة على مستوى مديرى الإدارة العليا مثل هوبي هينان وجيمي هارت الذي استقال كلاهما من الاتحاد. وقد ساعد هذا على توجه العديد من مصارعي الاتحاد العالمي للمصارعة الحرة للانضمام إلى منافسه الرئيسي والوحيد وهو اتحاد WCW للمصارعة World Championship Wrestling في الفترة ما بين عامي 1993 و1996. وأثناء هذه الفترة، قام الاتحاد العالمي للمصارعة الحرة بتطوير أحواله تحت لواء ما أسماه «الجيل الجديد من الاتحاد العالمي للمصارعة الحرة» والذي تميز بوجود شون مايكلز والمصارعين المعروفين باسم ديزل ورازور رامون وكذلك بريت هارت وأيضا المصارع الذي اشتهر باسم أندرتيكر. وفي محاولة للترويج للنجوم الجدد ولآخرين من المواهب الشابة باعتبارهم ألمع النجوم في سماء حلبة المصارعة الحرة، بدأ الاتحاد العالمي للمصارعة الحرة في اللعب على أوتار القيود المفروضة على سن المصارعين؛ وهي القيود التي كان مصارعو الاتحاد السابقون مثل: هالك هوجان وراندي سافيدج - الذين كانا في ذلك الوقت يعملان لصالح اتحاد WCW للمصارعة - بصدد الاصطدام بها. ويتضح هذا الأمر في التهكم الساخر الذي ظهر في أوائل عام 1996 بعنوان "Billionaire Ted" أو «تيد؛ البليونير» (وفيه إشارة إلى مالك اتحاد WCW للمصارعة وراعيه الرسمي والقطب الإعلامي البارز - تيد تيرنر). وقد أدى ذلك في نهاية الأمر إلى إقامة مباراة للمصارعة تعتمد على أسلوب "rasslin"(وهو أحد أساليب مصارعة المحترفين السائدة في الجنوب الأمريكي والتي تعتمد على العروض الواقعية العنيفة) أثناء التحضير لإقامة راسلمينيا الثاني عشر.

### حروب ليلة الاثنين
وفي عام 1993، اقتحم الاتحاد العالمي للمصارعة الحرة آفاقا تليفزيونية جديدة في مجال مصارعة المحترفين بالظهور الأول للبرنامج التليفزيوني WWF Monday Night Raw وبعد أن صادف البرنامج نجاحا باهرا، رد اتحاد WCW في عام 1995 على هذا البرنامج بتقديم برنامج WCW Monday Nitro  الذي كان يتم عرضه في نفس وقت عرض «راو»  وقد ظلت معدلات مشاهدة البرنامجين متقاربة إلى حد كبير حتى منتصف عام 1996، إلا أن اتحاد WCW للمصارعة كانت له الغلبة لمدة عامين تقريبا، ويرجع السبب الرئيسي وراء ذلك إلى تقديم مجموعة المصارعين الذين أطلق عليهم اسم The New World Order الذي كان يقودهم نجوم الاتحاد العالمي للمصارعة السابقين: هالك هوجان وسكوت هول وكيفين ناش.

### عامي 1996-1997
وبدأ عهد جديد في تاريخ المصارعة مع وجود الخصومات وظهور أنواع من المباريات التي تميزت بالكثير من التطور في نهاية سنوات منتصف التسعينات من القرن الماضي. فقد بدأ المعجبين بأبطال الاتحاد العالمي للمصارعة الحرة في الإعجاب بالنماذج التي يتم تقديمها لهم على أنها نموذج لشخصية الرجل الشرير أكثر من النماذج التي يتم تقديمها على أنها نموذج لشخصية الرجل الطيب. وهو الأمر الذي دفع مجلس إدارة الاتحاد إلى إجراء العديد من التعديلات على عروض المصارعة الحرة لتشبه إلى حد كبير «مشاجرات الشوارع» وتغلب عليها «السلوكيات السيئة». وبالرغم من التغييرات الجذرية التي قام بها الاتحاد العالمي للمصارعة في مجال الترفية الرياضي، فقد انخفضت إيراداته على نحو غير مسبوق وتكبد خسائر مالية فادحة، وقد كان كل ذلك بلا شك يصب في مصلحة منافسه الأول وهو اتحاد WCW للمصارعة. وخلال عامي 1996 و1997، خسر الاتحاد أهم مصارعيه الذين فضلوا الانضمام إلى اتحاد WCW للمصارعة، والذين كان منهم رازور رامون (سكوت هول) وديزل (كيفين ناش) وسايكو سيد (سيد أيودي) وأليوندرا بلايز (ديبرا ميسيلي) والراحل (ريك رود). واستبدلهم الاتحاد العالمي للمصارعة الحرة بمجموعة من المواهب التي كانت تنتمي في وقت سابق إلى اتحاد WCW للمصارعة مثل: فادر (ليون وايت) وستون كولد ستيف أوستن وبراين بيلمان ومانكايند (ميك فولي) وفاروق (رون سيمونز). وقد قام إيريك بيشوف بتوجيه إهانة علنية للاتحاد العالمي للمصارعة الحرة بسبب قيامه بالتوقيع مع نجوم اتحاد WCW للمصارعة الذين تم الاستغناء عنهم وأكد على أن السبب وراء قيام المصارعين بترك الاتحاد العالمي للمصارعة الحرة والانضمام إلى اتحاد WCW للمصارعة هو الراتب الأعلى الذي كان يقدمه الأخير. وأكد على أن [[حروب ليلة الاثنين؛ حرب إعلامية لكسب أكبر عدد من المشاهدين للبرنامج الذي يعرض مباريات المصارعة الخاصة بالاتحاد العالمي للمصارعة الحرة والبرنامج الذي يعرض مباريات اتحاد WCW للمصارعة|Monday Night Wars]] (الإقبال الجماهيرى على مشاهدة عروض ليلة الاثنين) كان فقط من نصيب برنامج Nitro  حيث كان الاتحاد العالمي للمصارعة الحرة في ذلك الوقت يكافح لاستعادة شعبيته التي كان قد فقدها.
واستطاع ماكماهون أن يقنع بيرت هارت بعدم العودة مرة أخرى إلى اتحاد WCW للمصارعة وأشعل فتيل الخصومة بين كل من هارت وستيف أوستن. وفي ظل غياب هارت بعد راسلمينيا الثاني عشر، سطع نجم المصارع الجديد ستيف أوستن وأصبح نجم الشباك الأول في الاتحاد بدء من ذلك الوقت الذي ألقى فيه خطابه الشهير الذي أتى فيه على ذكر بعض آيات الكتاب المقدس Austin 3:16 وذلك بعد فوزه على جاك روبرتز بوقت قصير في نهائيات بطولة King of The Ring (بطل حلبة المصارعة) عام 1996 والتي تمت إذاعتها وفق نظام الدفع مقابل المشاهدة. وفي راسلمينيا الثالث عشر، تمكن هارت من هزيمة أوستن في مباراة تم انتقادها بسبب انتهائها باستسلام مشكوك في أمره، والذي أعقبه بعد ذلك بوقت قصير تكوين هارت لتلك الفرق التي كان يطلق عليها بشكل جماعي اسم The Hart Foundation. وظل كل من أوستن وشون مايكلز في حالة من العداء مع الفرق التي تتبع The Hart Foundation لباقي العام. وكان هذا الأمر نقطة تحول رئيسية في تاريخ إستراتيجية التسويق التي تنتهجها الشركة. وبالرغم من الفترة الطويلة التي قضاها كنجم أول للاتحاد واحتفظ فيها بقوة بهذه الصورة المحبوبة، فإن هارت - الكندي الأصل - قد تحولت صورته إلى صورة الشخص الحقير في محاولة جديدة من نوعها حاولت أن تظهره في صورة الشخص الذي يحمل العداء للولايات المتحدة في نفس الوقت الذي تم فيه تشجيع ستيف أوستن والهتاف له بالرغم من الجهود التي حاولت أن تظهره في صورة أحقر الرجال على الإطلاق. tweener وفي هذه الأثناء، انضم روكي مايفيا إلى فريق Nation of Domination بعد أن فشل في جذب انتباه الجماهير إليه بمظهر الفتى الطيب، بينما قام شون مايكلز بتكوين عصبة تشبه عصابات الشوراع وأسماها فريق D-Generation X (المعروف باسم "DX") مع كل من تريبل اتش والممثلة الأمريكية والمصارعة المعتزلة وشاينا (جوان ماري لويرر). وتشبها بشخصية ستون كولد ستيف أوستن، تم التخطيط لأن يتجاهل هذا الفريق الجديد كل آراء المشجعين والمصارعين فيه. وكانت المباراة المعروفة باسم Hell in a Cell (الجحيم في زنزانة) واحدة من أحد أنواع مباريات المصارعة قام الاتحاد العالمي للمصارعة الحرة بتنظميها بين شون مايكلز وذي اندرتيكر، بمثابة بداية قوية وجديدة للمجلس الجديد ذي الأفكار الخلاقة الذي رأس الاتحاد العالمي للمصارعة الحرة. وانتهى عام 1997 مخلفا وراءه عداء كبيرا من جانب الجماهير تجاه ماكماهون الذي شعر المعجبون بالاستياء الشديد تجاهه بسبب رحيل بريت هارت من الاتحاد الذي أثار الكثير من الجدل بعد الواقعة التي اشتهرت باسم [[Montreal Screwjob؛ الواقعة التي حدثت أثناء إحدى بطولات نظام الدفع مقابل المشاهدة التي ينظمها الاتحاد العالمي للمصارعة الحرة والتي تحمل اسم Survivor Series والتي تم الإعلان فيها عن طريق القيام بحيلة خداعية - رتبها ماكماهون مع حكم المباراة - عن فوز شون مايكلز على منافسه بيرت هارت الذي لم يكن قد استسلم في واقع الأمر|Montreal Screwjob]]. وقد كان ذلك الأمر عاملا مؤثرا قويا للتعجيل ببداية الفترة التي عرفت في تاريخ مصارعة المحترفين باسم The Attitude Era (وهي الفترة التي بدأت مع Monday Night Wars وانتهت في عام 2001).

### Attitude Era

شعار دبليو دبليو إف آتيتيود (الأسلوب/الجموح)

وفي يناير من عام 1998، بدأ الاتحاد العالمي للمصارعة الحرة في إذاعة مباريات مصارعة أكثر عنفا ومليئة بالعبارات البذيئة والانفعال الزائد في محاولة للتغلب على منافسه التقليدي اتحاد WCW للمصارعة. وعقب رحيل بريت هارت عن الاتحاد بعد حادثة Montreal Screwjob الشهيرة،  استغل فينس مكماهون الانتقادات الواسعة التي تعرض لها مبتكرا لنفسه شخصية مستر ماكماهون رجل الأعمال الديكتاتور المتسلط الذي يفضل المصارعين الذين يتميزون بالدناءة والذين «يخدمون مصالح الاتحاد» عن المصارعين «المتمردين» مثل: ستيف أوستن. وقد أدى هذا الوضع إلى وجود حالة من العداء بين أوستن وماكماهون، وكذلك ظهور فريق D-Generation X في بداية فترة Attitude Era. وقد تميزت تلك الفترة أيضا بوجود المنافسة الإعلامية التي ظهرت في Monday Night Wars (حروب ليلة الاثنين)؛ والتي تنافس فيها كل من الاتحاد العالمي للمصارعة الحرة مع اتحاد WCW للمصارعة في الفوز بأكبر نسبة مشاهدة من الجماهير. وانضم الكثير من المصارعين الجدد إلى الاتحاد العالمي للمصارعة مثل: كريس جيريكو، وفريق [[ذا راديكالز (الفريق المكون من كل من كريس بنوا وايدي جويريرو وبيري ساتورن ودين مالينكو)، وكان أعضاء هذا الفريق أبطال سابقين في اتحاد WCW للمصارعة|ذا راديكالز]] (الذي كان يتكون من كريس بنوا وإدي جويريرو وبيري ساتورن ودين مالينكو). وانضم إليه أيضا حامل الميدالية الذهبية في أوليمبياد عام 1996 - كورت انجل - في حين تمت إضافة بعض الابتكارات الناجحة لشخصيات مثل: ذا روك (اسم جديد للمصارع روكي مايفيا) وميك فولي (الذي كان يحمل ألقاب مانكايند وكاكتوس جاك ودودي لوف) ليتمكنوا من المنافسة في main event (المباريات التي تجري أذاعتها وفق نظام الدفع مقابل المشاهدة في البطولات المشهورة). وقد شهدت هذه الفترة إقامة مباريات أكثر عنفا ذات شروط مختلفة عن السابق بغرض زيادة نسبة المشاهدة، ومن بين أشهر هذه المباريات الجحيم في زنزانة (في ثاني مباراة من نوعها بين كل من اندرتيكر و«مانكايند») وكذلك مباراة The Inferno (بين كل من كين واندرتيكر).

### ازدهار العمل التجاري
في التاسع والعشرين من شهر أبريل في عام 1999، عاد الاتحاد العالمي للمصارعة الحرة لإذاعة مبارياته في شبكة التليفزيون الأرضية في برنامج جديد أطلق عليه اسم SmackDown! on the fledgling UPN network. وأصبح The Thursday-night show برنامج تتم إذاعته في حلقات أسبوعية في السادس والعشرين من شهر أغسطس في عام 1999
وفي أعقاب النجاح الملحوظ التي تحقق خلال فترة Attitude Era تحولت الشركة الأم في الاتحاد العالمي للمصارعة الحرة Titan Sports (والتي تغير كان اسمها قد تغير في ذلك الوقت ليصبح World Wrestling Federation Entertainment, Inc.) إلى شركة عامة في التاسع عشر من أكتوبر في عام 1999 حيث قامت بطرح أسهمها التي بلغت قيمتها وقتها عشرة ملايين دولار أمريكي في البورصة بسعر سبعة عشر دولارا للسهم الواحد. كما أعلن الاتحاد العالمي للمصارعة الحرة رغبته في تنويع أنشطته، وقد تضمن ذلك تأسيس ناد ليلي في ميدان التايمز وإنتاج الأفلام السينمائية بالإضافة إلى إصدار الكتب. وفي عام 2000، أعلن الاتحاد العالمي للمصارعة الحرة بالتعاون مع هيئة الإذاعة الوطنية عن تأسيس رابطة جديدة احترافية لكرة القدم الأمريكية تحت اسم [[XFL (الرابطة التي أعلن الاتحاد العالمي للمصارعة الحرة بالتعاون مع هيئة الإذاعة الوطنية عن تأسيسها باعتبارها رابطة احترافية لكرة القدم الأمريكية، وقد خرجت إلى النور لأول مرة في عام 2001|XFL]] خرجت إلى النور لأول مرة في عام 2001. وقد استطاع هذا الاتحاد على غير المتوقع أن يحقق شعبية كبيرة خلال الأسابيع القليلة الأولى لظهوره غير أن وميض هذه الشعبية قد تراجع بشكل كبير فيما بعد (فقد حققت إحدى مباريات هذه الرابطة أدنى معدل للمشاهدة على الإطلاق في وقت ذروة المشاهدة على طول تاريخ التليفزيون الأمريكي). وانسحبت هيئة الإذاعة الوطنية من هذه المغامرة بعد موسم واحد فقط، وبالرغم من ذلك فقد قرر ماكماهون أن يواصل الطريق وحده. ولكن، بعد أن فشل ماكماهون في التوصل لاتفاق مرض مع شبكة UPN التليفزيونية اضطر إلى التخلي عن رابطة XFL وإغلاقها

### ضم اتحاد WCW للمصارعة وشركة ECW
ساهمت فترة Attitude Era في جعل كفة الميزان ترجح في منافسات Monday Night Wars لصالح الاتحاد العالمي للمصارعة الحرة. فبعد أن تم الاندماج بين شركتي [[الشركة المندمجة AOL Time Warner هي الشركة التي قام الاتحاد العالمي للمصارعة الحرة بشراء شركة WWF Entertainment, Inc. منها مقابل مبلغ بلغت قيمته سبعة ملايين دولار أمريكي تقريبا|AOL]] التي تقدم خدمات إعلامية وخدمات إنترنت عالمية وTime Warner؛ وهي شركة أم تقدم خدمات الإعلام والترفية وتحتل المرتبة الثالثة بين الشركات التي تعمل في هذا المجال عالميا، تقلص إحكام قبضة تيد تيرنر على اتحاد WCW للمصارعة، وقررت الشركة المندمجة الجديدة التخلص من هذا الاتحاد نهائيا. وفي مارس من عام 2001، اشترت شركة WWF Entertainment, Inc.‎ اتحاد WCW للمصارعة من الشركة المندمجة AOL Time Warner مقابل مبلغ بلغت قيمته حوالي سبعة ملايين دولار أمريكي. وبعد إتمام هذه الصفقة، أصبح الاتحاد العالمي للمصارعة الحرة هو أكبر اتحاد لتنظيم مباريات المصارعة الحرة في العالم، والاتحاد الوحيد في أمريكا الشمالية الذي يتمتع بجماهيرية كبيرة بين صفوف القاعدة العريضة من الجماهير. واحتفظ الاتحاد بمكانته حتى ظهور شركة [[:شركة Total Nonstop Action Wrestling؛ وهي شركة ترفيه رياضي خاصة تعمل أساسا في مجال مصارعة المحترفين ويتضمن نشاطها مجالات إعلامية متعددة مثل: التليفزيون والإنترنت وتغطية اللقاءات الحية|Total Nonstop Action Wrestling]]؛ وهي شركة ترفيه رياضي خاصة تعمل أساسا في مجال مصارعة المحترفين ويتضمن نشاطها مجالات إعلامية متعددة مثل: التليفزيون والإنترنت وتغطية اللقاءات الحية.
وفي منتصف عام 2003، قام الاتحاد العالمي للمصارعة الحرة بشراء أصول شركة Extreme Championship Wrestling (ECW)الشركة التي قام الاتحاد العالمي للمصارعة الحرة بشرائها بعد أن كان قد تم إيقاف نشاطها لحمايتها من الإفلاس.
ان اسمها في السابق World Wildlife Fund؛ وهي منظمة مهتمة بشؤون البيئة|World Wildlife Fund]] (WWF) وهي المنظمة المهتمة بشؤون البيئة التي تحمل في الوقت الحالي اسم World Wide Fund for Nature برفع دعوى قضائية ضد الاتحاد العالمي للمصارعة الحرة. ووافقت الهيئة القضائية Law Lords على أن شركة Titan Sports قد قامت بانتهاك الاتفاق الذي تم توقيعه في عام 1994 والذي يقضي بفرض قيود على الاستخدام المصرح به للأحرف الأولى WWF في أعالي البحار وبوجه خاص في الأغراض التجارية. فقد قامت الشركتان كلتاهما باستخدام نفس الأحرف الأولى منذ شهر مارس من عام 1979. وفي الخامس من مايو من عام 2002، قامت الشركة بهدوء بتغيير كل الإشارات الخاصة بها على موقعها الإليكتروني (website) على شبكة المعلومات الدولية من "WWF" إلى "WWE" وكذلك، بتحويل عنوانها على الإنترنت من WWF.com إلى WWE.com. وفي اليوم التالي، تم إصدار بيان صحفي للإعلان عن تغيير الاسم من World Wrestling Federation Entertainment, Inc.‎ إلى World Wrestling Entertainment, Inc.‎ أو WWE كما تم الإعلان عن اسم الاتحاد الجديد للجماهير خلال البث التليفزيوني لبرنامج Monday Night Raw الذي كان ينطلق من Hartford Civic Center في هارتفورد في ولاية كونيتيكت. وقد استخدم الاتحاد العالمي للمصارعة الحرة الشعار التالي لفترة قصيرة من الوقت: (الاستغناء عن حرف F من اختصارات الحروف التي تعبر عن الاتحاد) "Get The 'F' Out". وقد أمر القضاء أيضا الشركة بعدم استخدام الشعار القديم في أي من منتجاتها وكذلك بمراقبة كل الاستخدامات السابقة التي تمت بها الإشارة إلى الاتحاد بالاختصارات  WWF لأنها لم تعد المالكة للعلامة التجارية الخاصة بهذه الاختصارات في «ظروف معينة». وعلى الرغم من هذا التقنين، فلا يزال يسمح للشركة باستخدام شعار "WWF" الأصلي الذي كان يستخدم خلال الفترة ما بين عامي 1984 و1997 وكذلك شعار "New WWF Generation" الذي كان يستخدم في الفترة ما بين عامي 1994 و1998. علاوة على ذلك، يحق للشركة أن تستخدم الصيغة الكاملة للأسماء "World Wrestling Federation" و" World Wrestling Federation Entertainment" دون أن تتعرض لمساءلة من أي نوع نتيجة لذلك.

### Brand Extension (تقديم بطولات جديدة في مصارعة المحترفين)

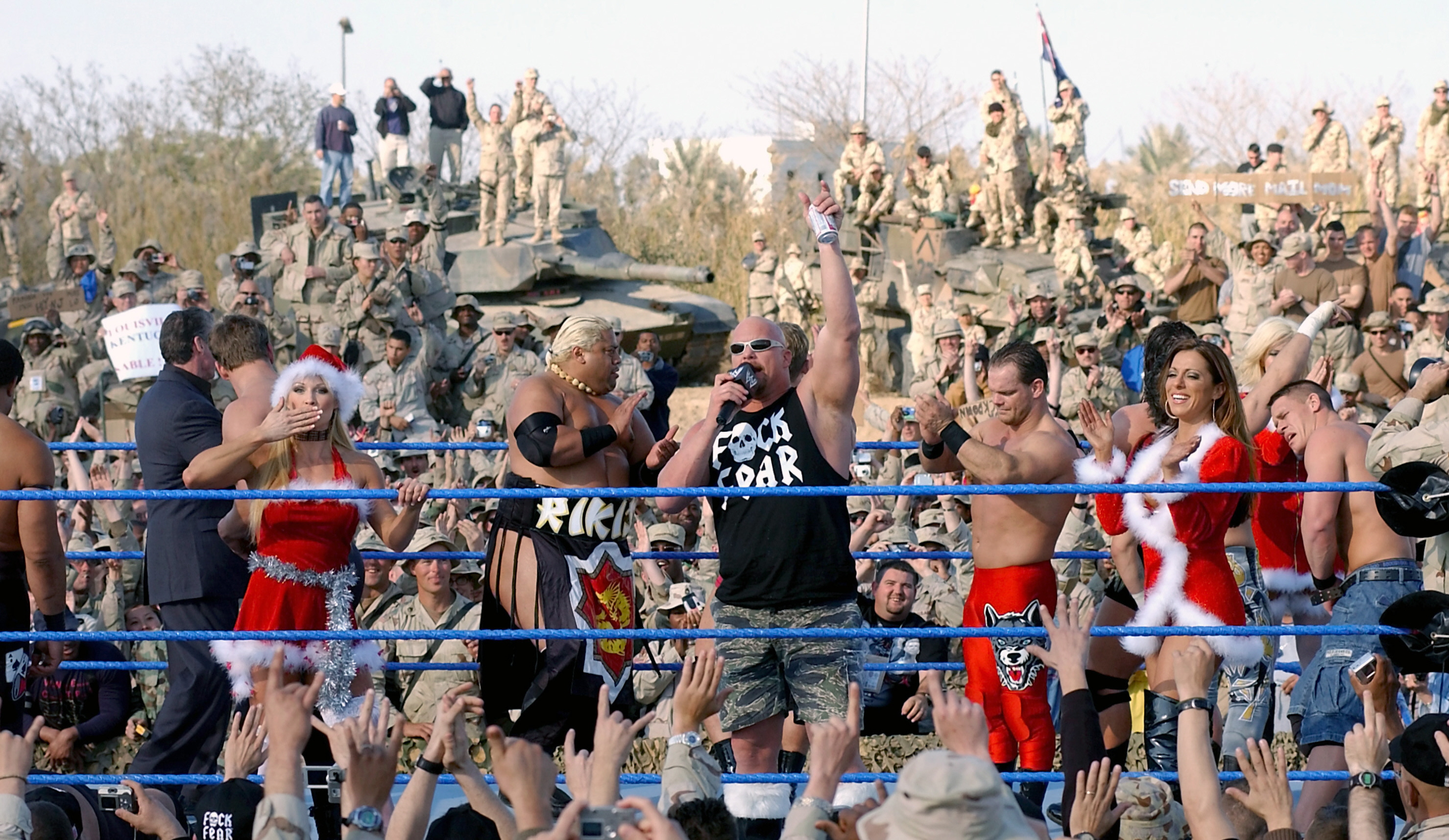
نجوم الـWWE في معسكر الجيش الأمريكي

وفي مارس من عام 2002 - أي قبل شهرين تقريبا من تغيير الاسم - قرر الاتحاد العالمي للمصارعة الحرة أن يبدأ نوعين من العروض لتقديم المصارعة وهي راو وسماك داون وبسبب العدد الكبير من المواهب التي ظهرت في الاتحاد العالمي للمصارعة الحرة في العملية المعروفة باسم [[The Invasion (الغزو/مصارعة المحترفين)؛ المحاولة التي قام بها مصارعو اتحاد WCW للمصارعة لغزو القنوات التليفزيونية الخاصة بالاتحاد العالمي للمصارعة الحرة في محاولة منهم للسيطرة على الاتحاد العالمي للمصارعة الحرة|Invasion storyline]] (والتي حاول فيها مصارعو اتحاد WCW للمصارعة غزو القنوات التليفزيونية الخاصة بالاتحاد العالمي للمصارعة الحرة بهدف السيطرة على الاتحاد. وهما المسابقتان اللتان تم اعتبارهما دبليو دبليو إي توسيع العلامة التجارية [[WWE Brand Extension؛ العملية التي بدأها الاتحاد العالمي لمصارعة المحترفين في عام 2002 بهدف تقديم أنواع جديدة من بطولات مصارعة المحترفين وهي البطولات التي كان على رأسها كل من Raw وSmackdown!]].وبالإضافة إلى Brand Extension، يقيم الاتحاد العالمي للمصارعة الحرة سنويا WWE Draft Lottery (مسابقة يانصيب).

### تغيير الشبكات التليفزيونية
في أواخر عام 2005، عادت عروض WWE Raw بعد خمس سنوات من التقيد بإذاعتها على شبكة TNN التليفزيونية (والمعروفة في الوقت الحالي باسم Spike TV) إلى مكانها الأصلي وهو شبكة USA Network. وفي عام 2006، وبعد العقود التي تم توقيعها مع شركة NBC Universal؛ وهي الشركة الأم التي تملك شبكة USA Network، استطاع الاتحاد إعادة إذاعة برنامجه القديم الذي كان يذاع ليلة السبت من كل أسبوع Saturday Night Main Event (SNME) مرة أخرى على الشبكة الخاصة بهيئة الإذاعة الوطنية بعد ثلاثين عاما من التوقف. وهكذا، كان أمام الاتحاد العالمي للمصارعة الحرة الفرصة الكافية للترويج لعروضه على شاشات شبكة قومية رئيسية بدلا من شاشات شبكة CW التليفزيونية ذات نسبة المشاهدة المنخفضة أو شاشات الشبكات الكبلية USA Network. وكان البرنامج يذاع بين الحين والآخر على شاشات هيئة الإذاعة الوطنية في تسلسل خاص بالاتحاد العالمي للمصارعة الحرة.

### عودة بطولة ECW واستخدام تقنية البث المرئي فائق الدقة
في السادس والعشرين من شهر مايو في عام 2006، أعاد الاتحاد العالمي للمصارعة الحرة إحياء تقديم برنامجه ECW كثالث بطولة من البطولات الخاصة به. وتتم إذاعة البرنامج الجديد new ECW في ليلة الثلاثاء على Sci Fi Channel. وفي السادس والعشرين من شهر سبتمبر في عام 2007، تم الإعلان عن قيام الاتحاد العالمي للمصارعة الحرة بالتوسع في نشاطاته الدولية. فبالإضافة إلى مكاتب الاتحاد التي كانت موجودة في ذلك الوقت في كل من لندن وتورنتو، تم الإعلان عن إنشاء مكتب عالمي جديد في سيدني. وفي الحادي والعشرين من يناير في عام 2008، تحول البث التليفزيوني الخاص بالاتحاد إلى تقنية البث المرئي فائق الدقة (HD). وهكذا، كان بث كل العروض التليفزيونية والعروض التي يتم تنظيمها وفق نظام الدفع مقابل المشاهدة يتم بتقنية البث المرئي فائق الدقة. وبالإضافة إلى ذلك، قام الاتحاد باستخدام أعلى مستوى من التطور والتقنية تم التوصل إليه في ذلك الوقت في البطولات الثلاثة التي يقوم بتقديمها.
وفي الخامس عشر من أبريل في عام 2008، أصدر الاتحاد المجلة الخاصة به والموجهة للأطفال كما قام بإنشاء موقع على الإنترنت خاص بجمهور الشباب؛ ويتم إصدار المجلة مرة كل شهرين، وقد تم إرسال مائة ألف نسخة من أول مجلة يصدرها الاتحاد العالمي للمصارعة الحرة إلى شركة البيع بالتجزئة المعروفة باسم وول مارت فقط. وفي الثامن والعشرين من يوليو في عام 2008، انتقل وضع الاتحاد في النظام التليفزيوني الذي يعطي المشاهدين فكرة عن المرحلة العمرية المناسبة لما يتم عرضه من TV-14 إلى TV-PG. (أي من البرامج التي يشاهدها من هم في عمر الرابعة عشرة وما فوقها إلى البرامج التي يفضل مشاهدتها تحت إشراف الأبوين).

### الاتحاد العالمي للمصارعة الحرة يقتحم آفاق العالمية
في التاسع عشر من نوفمبر من عام 2008، قام الاتحاد بتدشين موقع الويب الخاص بخدمة الشبكة الاجتماعية على الإنترنت؛ WWE Universe. وقد ظهرت لأول مرة في أبريل تحت اسم WWE Fan Nation . ومثل خدمة الشبكة الاجتماعية المعروفة باسم MySpace، يقدم الموقع المدونات والمنتديات وكل ما يهم محبي الاتحاد العالمي للمصارعة الحرة.

### التوجه إلى خفض النفقات
في التاسع من يناير في عام 2009، أعلن الاتحاد عن قيامه بتسريح نسبة عشرة بالمائة من موظفيه وذلك في كل القطاعات التابعة للاتحاد في خطوة منه تهدف إلى خفض النفقات بما قيمته عشرين مليون دولار أمريكي. وقد تضمنت قائمة الموظفين الذي سيتم الاستغناء عنهم ثمانية مصارعين وعدد غير محدد من العملاء والمنتجين الذين يعملون وراء الكواليس وأربعة حكام. كما قام الاتحاد بإغلاق مكاتبه في قارات آسيا وأستراليا.

## توسيع دائرة أنشطة الاتحاد العالمي للمصارعة الحرة إلى ما هو أكثر من المصارعة
بالإضافة إلى قيام الاتحاد ببيع حقوق استخدام المباريات التي تتم تحت إشرافه واستخدام شخصيات اللاعبين لشركات مثل شركة Acclaim Entertainment (شركة أمريكية لإنتاج وتوزيع ألعاب الفيديو) وشركة تي إتش كيو وشركة Jakks Pacific (شركة تقوم بتصميم وتسويق مدى واسع من الألعاب والمنتجات التي يحتاجها المستهلكون، ومقرها في كاليفورنيا) في إنتاج ألعاب الفيديو وابتكار شخصيات أفلام الحركة، قام الاتحاد بالتوسع في مجالات أخرى من أجل تسويق إنتاجه:
- THQ: شركة أمريكية لإنتاج وتوزيع ألعاب الفيديو.
- WWE Studios: شركة تابعة للاتحاد تم إنشاؤها في عام 2002 لابتكار وتطوير الأفلام السينمائية. وكان الاسم السابق للشركة هو WWE Films.
- WWE Niagara Falls: مؤسسة تمت إقامتها بغرض البيع بالتجزئة والترفيه، وموقعها في منطقة شلالات نياجرا في أونتاريو وهي مملوكة للاتحاد العالمي للمصارعة الحرة.
- The World: وكان الاسم السابق له هو WWF New York: وهو مطعم وناد ليلي ومتجر لبيع التذكارات في مدينة نيويورك.
- WWE Music Group: وهي شركة تابعة للاتحاد العالمي للمصارعة الحرة متخصصة في إنتاج الألبومات الموسيقية التي تتضمن الموسيقى المصاحبة لدخول المصارعين إلى حلبة المصارعة. كما أنها تقوم أيضا ببيع الإصدارات المسموعة التي قام بأدائها المصارعون أنفسهم.
- WWE Home Video: شركة تابعة للاتحاد متخصصة في توزيع إنتاجها من إصدارات VHSو DVD وBlu-ray Disc الخاصة بالمباريات التي يقيمها الاتحاد وفق نظام الدفع مقابل المشاهدة، والمصنفات الخاصة بعروض المصارعين وكذلك السير الذاتية التي تتحدث عن حياة مصارعي الاتحاد.
- WWE Books: شركة تابعة للاتحاد تقوم بنشر السير الذاتية والأدب القصصي الذي يدور حول شخصيات مصارعي الاتحاد العالمي للمصارعة الحرة، وما يدور خلف الكواليس في حياتهم، والكتب المصورة عنهم، والتقويمات، والكتب الموجهة للبالغين من الشباب، والكتب الأخرى غير القصصية.
- WWE Kids: موقع ويب يعرض بعض الرسوم الهزلية التي تستهدف الأطفال المهتمين بعالم التسويق للمصارعة، ويتم عرض الرسوم الهزلية في المجلة الموجودة في الموقع كل شهرين وقد تم عرضها لأول مرة في الخامس عشر من أبريل في عام 2008.

## الشخصيات الرئيسية في الاتحاد العالمي للمصارعة الحرة

### المكتب التنفيذي
- تربل اتش (مدير تنفيذي)COO[28]

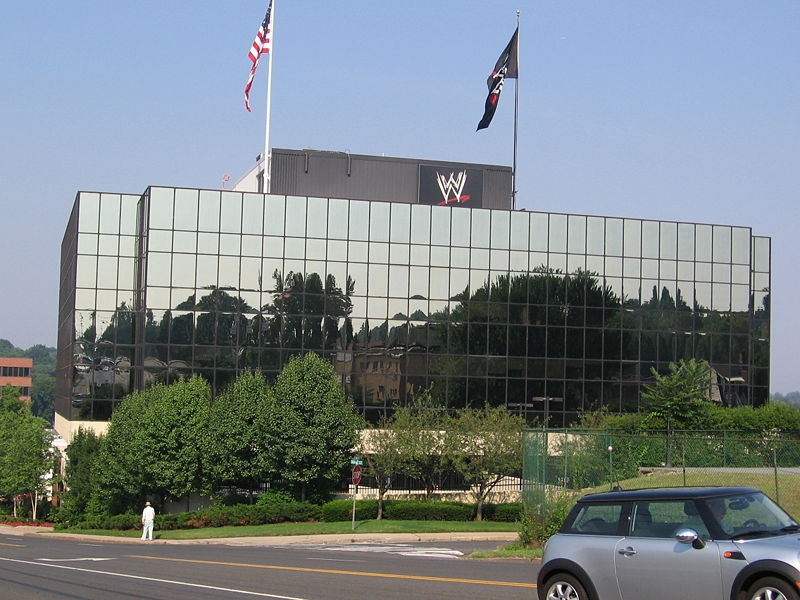
المقر الرئيسي لشركة World Wrestling Entertainment في مدينة ستامفورد في ولاية كونيتيكت

- ليندا أي ماكماهون؛ كبير الإداريين التنفيذيين[29]
- مايكل سيليك؛ المسؤول الرئيسي في إدارة العمليات[30]
- شين بي ماكماهون (نائب الرئيس التنفيذي لشؤون وسائل الإعلام العالمية)[31]
- كيفن دن (نائب الرئيس التنفيذي لشؤون الإنتاج التليفزيوني)[32]
- فرانك جي سيرب (المدير المالي المسؤول)[33]
- دونا جولدسميث (نائب الرئيس التنفيذي لشؤون المستهلك)[34]
- ستيفاني مكمان-ليفسك (نائب الرئيس التنفيذي لقسم الإبداع والتطوير في الشركة)[35]
- إدوارد إل كاوفمان (نائب الرئيس التنفيذي والمستشار العام للاتحاد)[36]
- جون لورينايتس (نائب الرئيس المختص بشؤون رعاية مواهب الاتحاد)[37]
- مايكل ليك (مدير شركة WWE Films)[38]
- جون بي سابور (نائب الرئيس المسؤول عن ترتيب المسابقات والأحداث الخاصة التي ينظمها الاتحاد) [39]

### مجلس إدارة الاتحاد
- [40]
- ليندا أي ماكماهون (كبير الإداريين التنفيذيين في الاتحاد العالمي للمصارعة الحرة)[29]
- مايكل سيليك (المسؤول الرئيسي في إدارة العمليات في الاتحاد العالمي للمصارعة الحرة)
- لويل بي وايكر؛ الابن (الحاكم السابق لولاية كونيتيكت والسناتور الأمريكي)
- ديفيد كينن (نائب الرئيس التنفيذي المسؤول عن إعداد البرامج - Hallmark Channel)
- جوزيف بركينس (مدير شركة Communications Consultants, Inc.‎)
- مايكل بي سولومون (المسؤول الإداري الأول عن شركة Gladwyne Partners, LLC)
- روبرت إيه باومان (المسؤول التنفيذي الرئيسي في الشركة التابعة للاتحاد Major League Baseball Advanced Media)

## أبطال الاتحاد
| البطولة (البطل الحالي)        | البطل                 | البطل السابق  | التاريخ    | العرض         | المدينة            |
| دبليو دبليو إي يونيفرسال      | رومان رينز            | براي وايت     | 2020.8.30  | بايباك        | اورلاندو           |
| بطولة دبليو دبليو إي          | رومان رينز            | بروك ليسنر    | 03.04.2022 | راسلمينيا 38  | تكساس              |
| بطولة القارات                 | غونثر                 | ريكوشيه       | 16.12.2022 | سماك داون     | اورلاندو           |
| بطولة الولايات المتحدة        | اوستن ثيوري           | سيث رولينز    | 26.11.2022 | سرفايفر سيريس | اورلاندو           |
| بطولة الكروز للوزن المتوسط    | تم الغاءه             | تم الغاءه     | تم الغاءه  | تم الغاءه     | تم الغاءه          |
| بطولة الرو للفرق الزوجية      | كيفن أوينز & سامي زين | ذا أوسو       | 1.4.2023   | راسلمينيا 39  | اورلاندو           |
| دبليو دبليو اي سماكداون للفرق | سامي زين كيفن أوينز   | ذا أوسو       | 1.4.2023   | راسلمينيا 39  | اورلاندو           |
| بطولة سيدات سماك داون         | ريا ريبلي             | شارلوت فلير   | 1.4.2023   | راسلمينيا 39  | نيو جيرسي، نيويورك |
| بطولة سيدات رو                | بيانكا بيلير          | بيكي لينش     | 1.4.2022   | راسلمينيا 38  | نيو جيرسي، نيويورك |
| بطولة الفرق للنساء            | بيكي لينش& إيمي دوماس | داميدج كنترول | 27.2.2023  | الرو          | نيوجيرسي، نيويورك  |

وهذه الألقاب موحدة. ولكن، لأن المصارعين ينتمون في الأصل إلى «راو» فإن هذه الألقاب تنتمي «أساسا» إلى هذه المسابقة على الرغم من كونها مستخدمة في المسابقات الثلاثة.  

### الإنجازات الأخرى لمصارعي الاتحاد
| البطولة                               | أحدث فائز باللقب  | تاريخ الفوز |
| Royal Rumble Match                    | كودي رودز (مصارع) | 29\1\2021   |
| Money in the Bank                     | دامين بيرست       | 2023/07/18  |
| Andre The Giant Memorial Battle Royal | بوبي لاشلي        | 2023/4/8    |
| Royal Rumble Match النسائية           | ريا ربلي          | 2023/1/28   |
| Money in the Bank النسائية            | إيو سكي           | 2023/7/18   |

### أبطال NXT
| البطولة                          | البطل الحالي | تاريخ الفوز | البطل السابق                |
| بطولة دبليو دبليو إي إن إكس تي   | جوني جارجانو | 2019/4/7    | توماسو تشامبا               |
| بطولة ان اكس تي للفرق            | إيفار وإيريك | 2019/1/27   | رودريك سترونغ وكايلي اوريلي |
| بطولة سيدات ان اكس تي            | شاينا بازلر  | 2018/10/28  | كايري ساين                  |
| بطولة دبليو دبليو إي البريطانية  | والتر        | 2019/4/7    | بيت دون                     |
| بطولة إن إكس تي لأمريكا الشمالية | فالفتين دريم | 2019/1/3    | جوني جارجانو                |

## البطولات التي تم إيقافها
في تاريخ الاتحاد الذي امتد على مدار خمسين عاما، قام الاتحاد العالمي للمصارعة الحرة بتنظيم ما يزيد عن عشرين نوع مختلف من البطولات. وتم منح اللقب الأول في عام 1958 وهو [[WWWF United States Tag Team Championship (بطولة الفرق الثنائية في الولايات المتحدة الأمريكية التي كان ينظمها الاتحاد القديم للمصارعة الحرة قبل أن يتغير اسمه إلى WWF)|WWWF United States Tag Team Championship]] (بطولة الاتحاد العالمي للمصارعة الحرة للفرق الثنائية في الولايات المتحدة الأمريكية). وقد تم إلغاء هذه البطولة في عام 1967. وقد استطاع الاتحاد على مدار تاريخه إقامة علاقات شراكة مع منظمين دوليين آخرين لمسابقات المصارعة؛ الأمر الذي أدى إلى وجود ألقاب متنوعة يتم الحصول عليها من خلال هذه المسابقات. وبالرغم من ذلك، عند انتهاء هذه الشراكات كان يتم إلغاء هذه الألقاب أو يتم التنافس عليها في نطاق الولايات المتحدة الأمريكية فقط في إطار الاتحاد العالمي للمصارعة. وبشكل إجمالي، قامت الشركة بإلغاء سبع عشرة بطولة، وكان أحدث هذه الإلغاءات هو WWE Cruiserweight Championship والذي تم في مارس من عام 2008.

## اختبار المنشطات وبرنامج العافية
كان لدى الاتحاد العالمي للمصارعة سياسة اختبار للمنشاطات في وقت مبكر من عام 1987، وكان يديرها في البداية مسؤول داخلي. في عام 1991، خضع المصارعون لاختبار مستقل للستيرويدات الابتنائية لأول مرة. تم إيقاف الاختبار المستقل في عام 1996، إذ اعتبر مكلفًا للغاية حيث كانت الشركة تمر بضغوط مالية في ذلك الوقت نتيجة لأن منافسيها (بطولة العالم للمصارعة) أصبحوا أكثر شعبية بشكل كبير وأضروا بأعمال الاتحاد.
في فبراير 2006 أطلق برنامج Talent Wellness بعد ثلاثة أشهر من الوفاة المفاجئة لأحد المواهب البارزة والأكثر شعبية إيدي غيريرو عن عمر يناهز 38 عامًا. يشمل هذا البرنامج الشامل فحص المخدرات والكحول والقلب، وهو يتناول على وجه التحديد تعاطي المخدرات الترفيهية وإساءة استخدام الأدوية الموصوفة بما في ذلك الستيرويدات الابتنائية. وفقًا لإرشادات البرنامج، تخضع المواهب لاختبارات سنوية لتحديد أي مشاكل قلبية موجودة مسبقًا أو ناشئة. يجرى اختبار المخدرات بواسطة شركة Aegis Sciences Corporation؛ في حين تتولى شركة New York Cardiology Associates P.C إجراء فحوصات القلب. تنص سياسة برنامج العافية على أن جميع المواهب المتعاقدة مع دبيلو دبليو إي والتي تؤدي بانتظام عروض داخل الحلبة كفنان رياضي محترف يجب أن تخضع للاختبار؛ ومع ذلك يُعفى المتنافسون بدوام جزئي من هذا الشرط.
بعد جريمة القتل المزدوجة والانتحار التي ارتكبها أحد المصارع كريس بينوا، والشكوك بوجود صلة محتملة بين الجريمة وبين تعاطي المنشطات التي شجعتها دبيلو دبليو إي، طلبت لجنة مجلس النواب الأمريكي المعنية بالرقابة والإصلاح الحكومي من دبيلو دبليو إي تسليم أي مادة تتعلق بسياسة صحة المواهب الخاصة بها.
في أغسطس 2007، دافعت دبيلو دبليو إي وفنانو الأداء المتعاقدون معها عن البرنامج في أعقاب عدة مداهمات لصيدليات غير قانونية ربطت بين فناني دبيلو دبليو إي وشراء المنشطات حتى بعد وضع السياسة موضع التنفيذ. تم إيقاف عشرة مصارعين محترفين عن العمل بسبب انتهاكهم لسياسة برنامج العافية بعد أن ظهرت تقارير عن أنهم جميعاً عملاء لصيدلية تقع في أورلاندو، فلوريدا. وفقًا لبيان منسوب لمحامي دبيلو دبليو إي جيري ماكديفيت، إضيف مصارع آخر لاحقًا إلى قائمة الإيقاف ليصبح عدد الموقوفين أحد عشر.
بسبب سياسة العافية، تمكن الأطباء من تشخيص إصابة أحد فنانيها بمرض في القلب كان من المحتمل أن يمر دون أن يلاحظه أحد إلا بعد فوات الأوان. في أغسطس 2007، تم تشخيص إصابة بطل الولايات المتحدة مونتيل فونتافيوس بورتر (الاسم الحقيقي: حسن أسعد) بمتلازمة وولف باركنسون وايت، والتي يمكن أن تكون قاتلة إذا لم يتم تشخيصها. تم اكتشاف المرض بينما كان أسعد يخضع لفحص روتيني لسياسة العافية.
في 13 سبتمبر 2010، حدثت دبيلو دبليو إي قائمة المواد المحظورة لتشمل مرخيات العضلات.

## روابط خارجية
- WWE.com
- الموقع الرسمي بالعربية
- WWE Corporate website
- WWE Global website
- WWE Universe website
- WWE Stock
- WWE Affiliate website
- WWE Euro Shop website نسخة محفوظة 7 يناير 2009 على موقع واي باك مشين.
- WWE Japanese website نسخة محفوظة 16 أغسطس 2021 على موقع واي باك مشين.
- WWE Kids website
- WWE Shop website
- [http:\\auction.wwe.com/ WWE Auction website]
- WWE Action website
- PWE-TV Live WWE website